# Parcul Uluru-Kata Tjuta
25°18′44″S 131°1′7″E / 25.31222°S 131.01861°E

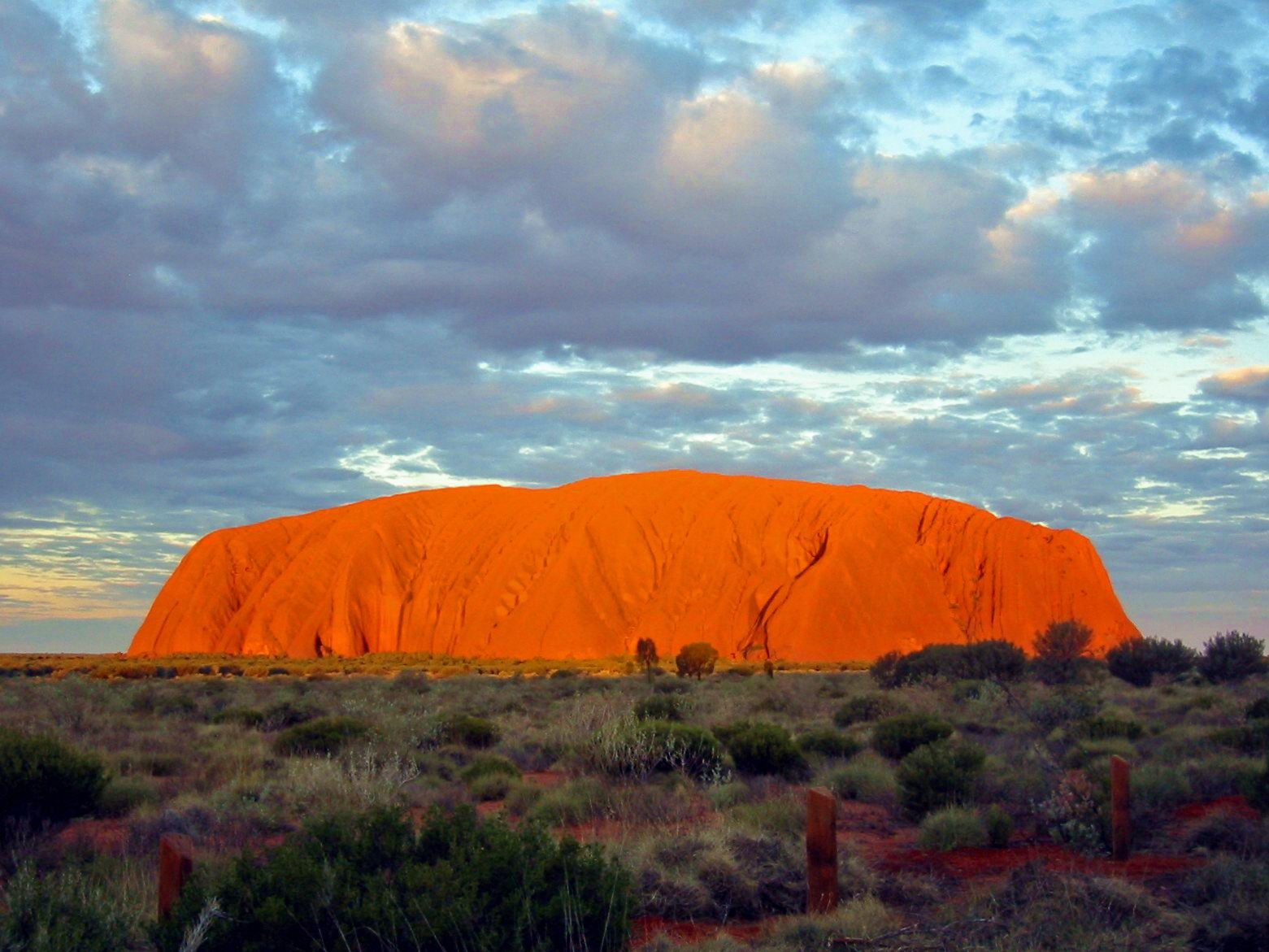
Stânca Uluru seara

Parcul Uluru-Kata Tjuta se află situat în teritoriul Northern Territory la 1431 km la sud de localitatea Darwin, Australia pe traseul drumului Lasseter Highway. Parcul ocupă o suprafață de 1326 km2, pe teritoriul sau se află simbolul Australiei, renumita stânca Uluru (Ayers Rock), iar la 40 km, in sud-vest se găsește  Kata Tjuta (Mount Olga) și cele mai importante puncte de atracție turistică ale continentului australian.